# Saligny (Vendeia)
Saligny foi uma comuna francesa na região administrativa da Pays de la Loire, no departamento de Vendéia. Estendia-se por uma área de 23,36 km². Em 2010 a comuna tinha 1 754 habitantes (densidade: 75,1 hab./km²).
Em 1 de janeiro de 2016, passou a formar parte da nova comuna de Bellevigny.